# Chemical Reviews
Chemical Reviews (abrégé en Chem. Rev.) est une revue scientifique à comité de lecture publiée depuis 1924 par l'American Chemical Society. Ce journal mensuel publie des articles de revue dans tous les domaines de la chimie.
D'après le Journal Citation Reports, le facteur d'impact de ce journal était de 60,622 en 2020. L'actuelle directrice de publication est Sharon Hammes-Schiffer (en) (université Yale, États-Unis).